# Julie Westwood
Julie Westwood (* 21. Oktober 1952 in Bolton, Vereinigtes Königreich) ist eine britische Puppenspielerin. Bekannt wurde sie durch die Puppe „Senta Senfdazu“ in der zwischen 2004 und 2014 produzierten Kinderserie LazyTown.
Westwood ist Mutter von zwei Söhnen und lebt in ihrer Geburtsstadt.